# 佐野市議会
佐野市議会（さのしぎかい）とは、栃木県佐野市に設置されている地方議会である。

## 概要
- 定数：24人[1]
- 任期：2021年4月17日 - 2025年4月16日
- 選挙区：市全体を1選挙区とする大選挙区制（単記非移譲式）
- 議長：川嶋嘉一（政友みらい）
- 副議長：飯田昌弘（大樹会）

## 議員報酬等
| 役職   | 報酬            | 政務活動費     |
| ------ | --------------- | -------------- |
| 議長   | 月額 53万5000円 | 月額 2万5000円 |
| 副議長 | 月額 46万5000円 | 月額 2万5000円 |
| 議員   | 月額 42万0000円 | 月額 2万5000円 |

※別途、年2回期末手当あり